# Inaba Iwakichi
Inaba Iwakichi est un nom japonais traditionnel ; le nom de famille (ou le nom d'école), Inaba, précède donc le prénom (ou le nom d'artiste) Iwakichi.
Inaba Iwakichi (稲葉岩吉) est un historien japonais né le 4 décembre 1876 et mort le 23 mai 1940. C'est un spécialiste de l'histoire de la Chine et de l'histoire de la Corée.

## Travaux
Inaba Iwakichi reprend les travaux d'autres historiens comme Tokuzō Fukuda. Selon ce dernier, la Corée du début du XXe siècle n'est pas encore passé par un âge féodal, et se trouve donc encore dans un stade de développement comparable à celui du Japon de l'époque de Heian (IXe au XIIe siècle).
Il place aussi l'histoire de la Corée dans un cadre plus large qui intègre en plus la Mandchourie. Il popularise cette thèse dans les années 1920, et affirme que la région a toujours été dominée politiquement et économiquement par des puissances étrangères. Ainsi, la Corée ne présenterait pas de culture indépendante ou originale. Cette idée est reprise en particulier par Mishima Shōei au début des années 1940 dans sa théorie du « déterminisme extérieur » (他律性, Taritsusei) selon laquelle l'histoire de la Corée n'est que le résultat de dynamiques extérieures au pays.